# Gál István (matematikus)
Gál István Sándor (angolul: Steven Alexander Gaal) (Budapest, 1924. február 24. – 2016. március 17.) magyar származású amerikai matematikus, a Minnesotai Egyetem professzora.

## Életpályája
1947-ben doktorált Riesz Frigyes és Fejér Lipót vezetésével. Később Párizsba ment, ahol a CNRS-nél (Centre National de la Recherche Scientifique) dolgozott tudományos munkatársként. Itt sok francia matematikussal került kapcsolatba, köztük Élie és Henri Cartannal. Miután az Amerikai Egyesült Államokba emigrált, először a Yale és a princetoni egyetemeken dolgozott, majd csatlakozott a Minnesotai Egyetem matematika tanszékéhez. Kutatási területe a számelmélet és az analízis volt.
Princetonban találkozott Albert Einsteinnal is. Erdős Pállal először Párizsban találkozott, később több közös dolgozatot jelentettek meg. 
Robert Langlands szerint Gál hatott a dzeta függvénnyel és az  Eisenstein-sorokkal kapcsolatos kutatásaira. Volt felesége, Lisl Gaal (lánykori nevén Lisl Novak) is elismert matematikus volt. 
1993-ban nyugdíjba vonult, és Nevadába költözött. 2004-ben megünnepelték a Magyar Tudományos Akadémián.
Horváth János, Aczél János, Császár Ákos és Fuchs László mellett ő is tagja volt "nagy ötök" ("Big Five") csoportnak.

## Fordítás
- Ez a szócikk részben vagy egészben  a   Steven Gaal című angol Wikipédia-szócikk fordításán alapul.  Az eredeti cikk szerkesztőit annak laptörténete sorolja fel. Ez a jelzés csupán a megfogalmazás eredetét és a szerzői jogokat jelzi, nem szolgál a cikkben szereplő információk forrásmegjelöléseként.